# Bermuda Railway
| Pfeiler einer der ehemaligen Eisenbahnbrücken |                      |                       |                       |
| Streckenverlauf 1931 |                      |                       |                       |
| Streckenlänge: | 34,9 km              |                       |                       |
| Spurweite: | 1435 mm (Normalspur) |                       |                       |
| |                      |                       |                       |
| \| \| \| St. George’s \| \| \| \| \| Wellington \| \| \| \| \| Mullet Bay \| \| \| \| \| Oil Docks \| \| \| \| \| Ferry Point \| \| \| \| \| \| \| \| \| \| Coney Island \| \| \| \| \| \| \| \| \| \| Bailey’s Bay \| \| \| \| \| \| \| \| \| \| Crawl \| \| \| \| \| \| \| \| \| \| \| \| \| \| \| Shelly Bay \| \| \| \| \| Aquarium \| \| \| \| \| \| \| \| \| \| Flatts \| \| \| \| \| Store Hill \| \| \| \| \| Devonshire \| \| \| \| \| Prospect \| \| \| \| \| Pond Hill \| \| \| \| \| Racecourse \| \| \| \| \| Tennis Stadium \| \| \| \| \| Serpentine Road \| \| \| \| \| Richmond Road \| \| \| \| \| Queen Street \| \| \| \| \| Hamilton–Front Street \| \| \| \| \| Middle Road \| \| \| \| \| Hospital \| \| \| \| \| \| \| \| \| \| Rural Hill \| \| \| \| \| Elbow Beach \| \| \| \| \| Ord Road \| \| \| \| \| Cobb’s Hill \| \| \| \| \| Belmont \| \| \| \| \| Khyber Pass \| \| \| \| \| Riddell’s Bay \| \| \| \| \| Lighthouse \| \| \| \| \| Black Bay \| \| \| \| \| Church Road \| \| \| \| \| Frank’s Bay \| \| \| \| \| Evan’s Bay \| \| \| \| \| George’s Bay \| \| \| \| \| White Hill \| \| \| \| \| Bridge Hill \| \| \| \| \| \| \| \| \| \| Somerset Bridge \| \| \| \| \| Sound View Road \| \| \| \| \| Scott’s Hill Road \| \| \| \| \| Broom Street \| \| \| \| \| Somerset \| \| |                      |                       |                       |
| Kopfbahnhof Streckenanfang (Strecke außer Betrieb) |                      | St. George’s          | St. George’s          |
| Haltepunkt / Haltestelle (Strecke außer Betrieb) |                      | Wellington            | Wellington            |
| Haltepunkt / Haltestelle (Strecke außer Betrieb) |                      | Mullet Bay            | Mullet Bay            |
| Haltepunkt / Haltestelle (Strecke außer Betrieb) |                      | Oil Docks             | Oil Docks             |
| Haltepunkt / Haltestelle (Strecke außer Betrieb) |                      | Ferry Point           | Ferry Point           |
| Brücke über Wasserlauf (Strecke außer Betrieb) |                      |                       |                       |
| Haltepunkt / Haltestelle (Strecke außer Betrieb) |                      | Coney Island          | Coney Island          |
| Brücke über Wasserlauf (Strecke außer Betrieb) |                      |                       |                       |
| Haltepunkt / Haltestelle (Strecke außer Betrieb) |                      | Bailey’s Bay          | Bailey’s Bay          |
| Brücke über Wasserlauf (Strecke außer Betrieb) |                      |                       |                       |
| Haltepunkt / Haltestelle (Strecke außer Betrieb) |                      | Crawl                 | Crawl                 |
| Brücke über Wasserlauf (Strecke außer Betrieb) |                      |                       |                       |
| Brücke über Wasserlauf (Strecke außer Betrieb) |                      |                       |                       |
| Haltepunkt / Haltestelle (Strecke außer Betrieb) |                      | Shelly Bay            | Shelly Bay            |
| Haltepunkt / Haltestelle (Strecke außer Betrieb) |                      | Aquarium              | Aquarium              |
| Brücke über Wasserlauf (Strecke außer Betrieb) |                      |                       |                       |
| Haltepunkt / Haltestelle (Strecke außer Betrieb) |                      | Flatts                | Flatts                |
| Haltepunkt / Haltestelle (Strecke außer Betrieb) |                      | Store Hill            | Store Hill            |
| Haltepunkt / Haltestelle (Strecke außer Betrieb) |                      | Devonshire            | Devonshire            |
| Haltepunkt / Haltestelle (Strecke außer Betrieb) |                      | Prospect              | Prospect              |
| Haltepunkt / Haltestelle (Strecke außer Betrieb) |                      | Pond Hill             | Pond Hill             |
| Haltepunkt / Haltestelle (Strecke außer Betrieb) |                      | Racecourse            | Racecourse            |
| Haltepunkt / Haltestelle (Strecke außer Betrieb) |                      | Tennis Stadium        | Tennis Stadium        |
| Haltepunkt / Haltestelle (Strecke außer Betrieb) |                      | Serpentine Road       | Serpentine Road       |
| Haltepunkt / Haltestelle (Strecke außer Betrieb) |                      | Richmond Road         | Richmond Road         |
| Haltepunkt / Haltestelle (Strecke außer Betrieb) |                      | Queen Street          | Queen Street          |
| Bahnhof (Strecke außer Betrieb) |                      | Hamilton–Front Street | Hamilton–Front Street |
| Haltepunkt / Haltestelle (Strecke außer Betrieb) |                      | Middle Road           | Middle Road           |
| Haltepunkt / Haltestelle (Strecke außer Betrieb) |                      | Hospital              | Hospital              |
| Tunnel (Strecke außer Betrieb) |                      |                       |                       |
| Haltepunkt / Haltestelle (Strecke außer Betrieb) |                      | Rural Hill            | Rural Hill            |
| Haltepunkt / Haltestelle (Strecke außer Betrieb) |                      | Elbow Beach           | Elbow Beach           |
| Haltepunkt / Haltestelle (Strecke außer Betrieb) |                      | Ord Road              | Ord Road              |
| Haltepunkt / Haltestelle (Strecke außer Betrieb) |                      | Cobb’s Hill           | Cobb’s Hill           |
| Haltepunkt / Haltestelle (Strecke außer Betrieb) |                      | Belmont               | Belmont               |
| Haltepunkt / Haltestelle (Strecke außer Betrieb) |                      | Khyber Pass           | Khyber Pass           |
| Haltepunkt / Haltestelle (Strecke außer Betrieb) |                      | Riddell’s Bay         | Riddell’s Bay         |
| Haltepunkt / Haltestelle (Strecke außer Betrieb) |                      | Lighthouse            | Lighthouse            |
| Haltepunkt / Haltestelle (Strecke außer Betrieb) |                      | Black Bay             | Black Bay             |
| Haltepunkt / Haltestelle (Strecke außer Betrieb) |                      | Church Road           | Church Road           |
| Haltepunkt / Haltestelle (Strecke außer Betrieb) |                      | Frank’s Bay           | Frank’s Bay           |
| Haltepunkt / Haltestelle (Strecke außer Betrieb) |                      | Evan’s Bay            | Evan’s Bay            |
| Haltepunkt / Haltestelle (Strecke außer Betrieb) |                      | George’s Bay          | George’s Bay          |
| Haltepunkt / Haltestelle (Strecke außer Betrieb) |                      | White Hill            | White Hill            |
| Haltepunkt / Haltestelle (Strecke außer Betrieb) |                      | Bridge Hill           | Bridge Hill           |
| Brücke über Wasserlauf (Strecke außer Betrieb) |                      |                       |                       |
| Haltepunkt / Haltestelle (Strecke außer Betrieb) |                      | Somerset Bridge       | Somerset Bridge       |
| Haltepunkt / Haltestelle (Strecke außer Betrieb) |                      | Sound View Road       | Sound View Road       |
| Haltepunkt / Haltestelle (Strecke außer Betrieb) |                      | Scott’s Hill Road     | Scott’s Hill Road     |
| Haltepunkt / Haltestelle (Strecke außer Betrieb) |                      | Broom Street          | Broom Street          |
| Kopfbahnhof Streckenende (Strecke außer Betrieb) |                      | Somerset              | Somerset              |

Die Bermuda Railway war eine 34,9 Kilometer lange eingleisige Normalspurstrecke, die in Bermuda vom 31. Oktober 1931 bis 1. Mai 1948 betrieben wurde. In den 17 Jahren ihres Bestehens wurde sie auf ihrer gesamten Länge für Personen- und Güterverkehr genutzt, der den größten Teil des Archipels von St. George’s im Osten bis nach Somerset in der Sandys Parish im Westen bediente.

## Bau
Der Bau begann 1926, zwei Jahre nachdem die Regierung der Bermuda Railway Company eine vierzigjährige Konzession gewährt hatte. Der Bau der knapp 35 Kilometer langen Bermuda-Bahn dauerte mehr als sieben Jahre. Schwierigkeiten beim Erwerb der erforderlichen Grundstücke und finanzielle und technische Probleme führten dazu, dass eine Reihe von Eisenbahngesetzen zugunsten des Unternehmens erlassen wurden. Bis Mai 1930 waren zwar alle Brücken und der größte Teil des Unterbaus fertiggestellt, aber weniger als fünf Kilometer Gleis verlegt worden, so dass noch mehr als die Hälfte der erforderlichen Arbeiten übrig blieben. Daher wurde die im Eisenbahnbau erfahrene britische Baufirma Balfour Beatty mit der Fertigstellung der Arbeiten beauftragt, die sie Ende 1931 abschloss.
Die Kosten für den Bau und den Kauf von Schienenfahrzeugen beliefen sich inflationsbereinigt auf rund 40 Mio. B$.

## Infrastruktur

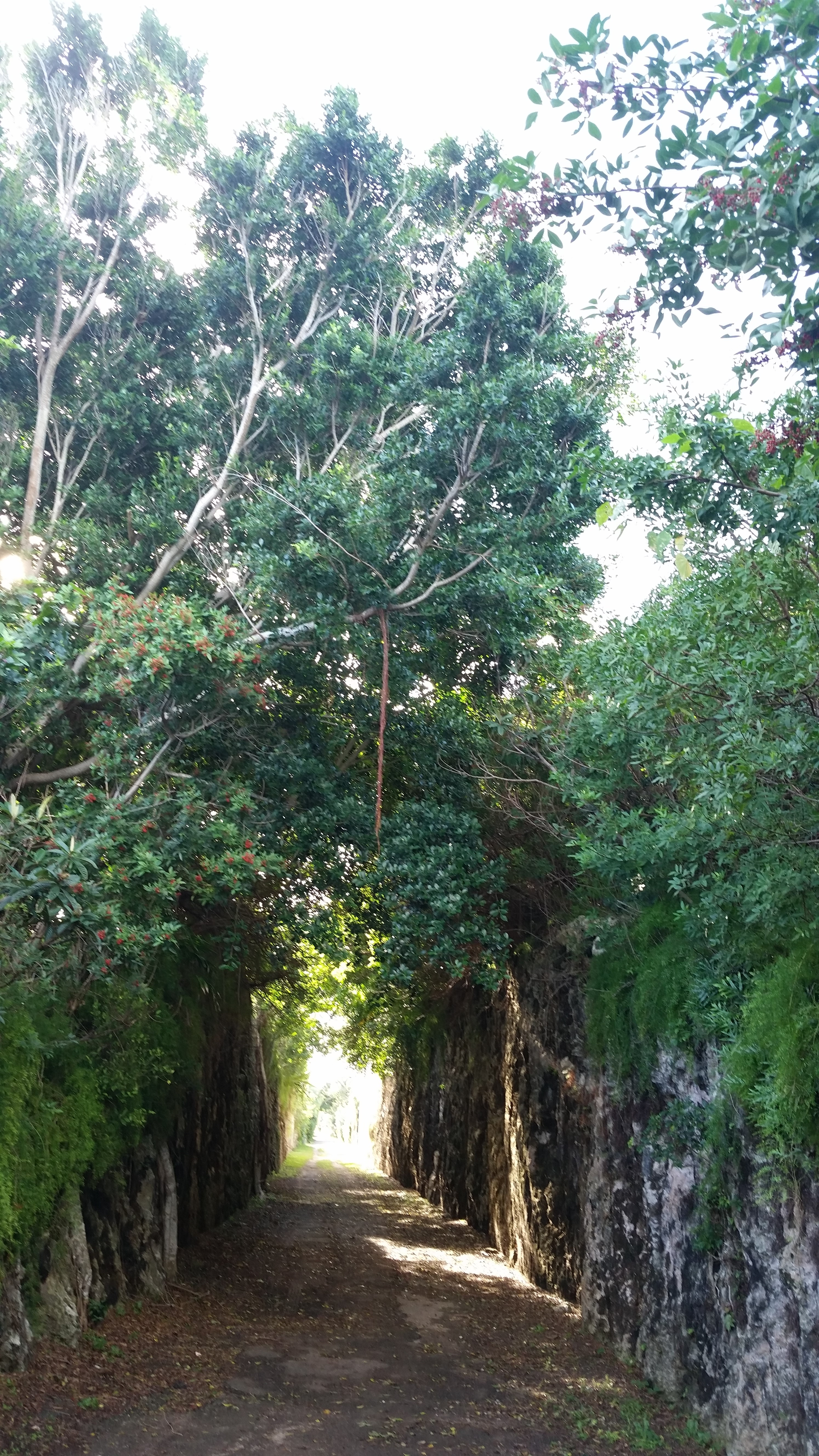
Trasse der Bermuda Railway bei Somerset Bridge

Die eingleisige Bermuda Railway hatte vierzehn Ausweichstellen. Um den für die Trasse benötigten Landerwerb zu minimieren, wurden mehr als 10 % der Strecke über 33 Holz- und Stahlbrücken über Wasserflächen geführt.

## Fahrzeuge
Die Fahrzeuge bestanden aus benzinbetriebenen Triebwagen, die zwischen 1929 und 1931 von der Drewry Car Co. in England gebaut wurden, darunter acht Schienenbusse mit 120-PS-Benzinmotoren, sechs Erste-Klasse-Schienenbusse mit 20 Tonnen Gesamtgewicht und zwei Frachtschienenbusse mit jeweils 14 t Gesamtgewicht. Das Unternehmen erwarb auch einige Güterwagen und während des Zweiten Weltkriegs zwei Brill-Schienenbusse, die aus den Vereinigten Staaten importiert wurden. Zwei Klassen wurden angeboten: First-Class- oder Pullman-Wagen mit individuellen Korbstühlen und Standardwagen, die wegen ihrer durchgehenden Sitzbänke „Toast-Racks“ genannt wurden, wobei die Sitzlehnen über die Sitze in beide Fahrtrichtungen geklappt werden konnten.

## Betrieb
Der reguläre Personenverkehr begann am 31. Oktober 1931 zwischen Hamilton und Somerset und verkehrte von 6:00 Uhr morgens bis Mitternacht in Abständen von ein bis zwei Stunden, abhängig von der Tageszeit. Der Betrieb begann zwischen Hamilton und St. George am 19. Dezember 1931. Die Züge der Bermuda Railway wurden in den 1930er Jahren von Pendlern und Schulkindern sowie häufig zum Einkaufen genutzt, da private Autos in Bermuda bis 1946 nicht erlaubt waren. Für Kreuzfahrtpassagiere wurden Sonderzüge gefahren.
Das Verkehrsaufkommen stieg während des Zweiten Weltkriegs wegen der amerikanischen und britischen Streitkräfte und des Baus von Marine- und Luftwaffenstützpunkten vorübergehend an. In der Nachkriegszeit sank es auf dem Rattle and Shake, wie die Bahn umgangssprachlich genannt wurde, zwischen 1946 und 1947 auf weniger als die Hälfte, weil die früheren Kunden auf Autos und Busse umstiegen.

## Ende
Die Instandhaltung der Infrastruktur erwies sich als äußerst kostspielig, weil die Bahn entlang der Küste verlief, und die Nähe zum Ozean Fäulnis und Korrosion zu einem erheblichen Problem an den Anlagen werden ließ. Der Zustand der vielen hölzernen Fachwerkbrücken verschlechterte sich zunehmend. Sinkende Passagierzahlen führten zu immer höheren Defiziten. Das veranlasste die Regierung, die Bermuda-Bahn zugunsten des Busverkehrs aufzugeben. Nach 17 Jahren Betrieb fuhr der letzte Zug am 1. Mai 1948. Die Schienenfahrzeuge wurden später nach Britisch-Guayana (heute Guyana) verschifft, wo sie in den 1950er Jahren noch einige Jahre liefen.

## Vermächtnis
1984 wurden 29 Kilometer der stillgelegten Bahnstrecke als Bermuda Railway Trail als Wander- und auf einigen asphaltierten Teilen als Radweg eröffnet. Das Bermuda Tourism Department veröffentlichte eine Broschüre mit den Höhepunkten des Wanderweges, die Frommers Reiseführer als eines seiner „Lieblings-Bermuda-Erlebnisse“ bezeichnet und die „Panorama-Meereslandschaften, exotische Flora und Fauna und beruhigende Geräusche der Vogelwelt der Insel“ preist.
Ein kleines, privates Bermuda-Railway-Museum wurde im ehemaligen Bahnhof Aquarium, östlich von Flatts Village betrieben, aber kurz vor dem Tod des Betreibers 2011 geschlossen. 2015 berichtete das Railway Magazine, dass zwei der ehemaligen Güterwagen der Bermuda Railway noch in Georgetown, Guyana, existierten, was Hoffnungen auf ihre mögliche Restaurierung und zukünftige Ausstellung in Bermuda weckte.